# Berinjak
Berinjak – wieś w Słowenii, w gminie Videm. W 2018 roku liczyła 16 mieszkańców.